# مارجريت ريد لويس
مارغريت أدلين ريد لويس (بالإنجليزية: Margaret Reed Lewis)‏ (1881-1970) هي عالمة أمريكية في علم الأحياء الخلوية وعلم الأجنة، ساهمت في أبحاث السرطان وتقنيات زرع الخلايا، وكانت على الأرجح أول شخص يقوم بنمو أنسجة الثدييات في المختبر بنجاح. قامت بتأليف حوالي 150 ورقة، شاركت زوجها وارن هارمون لويس في العديد من التأليفات. طورت عائلة لويس وسيط نمو يسمى محلول لوك لويس واستلموا معًا ميدالية جيرهارد الذهبية من جمعية علم الأمراض في فيلادلفيا.

## النشأة والتعليم
ولدت مارجريت أدالين ريد في كيتاننينج في بنسلفانيا في 9 نوفمبر 1881 للوالدين جوزيف سي ومارتا أ. (ووكر) ريد، من عام 1897 حتى 1901 حضرت كلية جوتشر (المعروفة آنذاك باسم كلية بالتيمور للمرأة)، بعد التخرج درست في كلية برين ماور جامعة كولومبيا وجامعتي زيورخ وباريس وجامعة هومبولت في برلين، ولكن لم تحصل على درجة التخرج. في برين ماور وكولومبيا بحثت في تجديد البرمائيات وجراد البحر وساعدت عالم الأجنة الشهير توماس هانت مورغان.

## الحياة المهنية

### زرع خلايا الثدييات في المختبر
في عام 1908 أجرت مارغريت ريد بحثًا في برلين في مختبر ماكس هارتمان حيث قامت على الأرجح بأول زرع الخلايا في الثدييات في المختبر باستخدام نخاع عظم خنزير غينيا عن طريق ازدراع نخاع العظام ووضعه في أجار غني بالمغذيات (أنتجته زميلة الباحثة في المختبر رودا إردمان) واحتضان العينة. بعد أيام قليلة من ذلك وجدت أن بعض النوى أظهرت خصائص الانقسام الميتوزي. أُعيد النظر في هذا الاكتشاف من قبل مارجريت ريد بعد أن تزوجت من وارن لويس عام 1910. عن طرق جهودهما المشتركة وجدا أن تكاثر الخلايا مع اختيار الوسط المناسب لهم وأساليبهم يحدث فقط في الأنسجة المشتركة بين جميع الأعضاء مثل الأنسجة الضامة وبطانة الأوعية الدموية. نظرًا لأن اهتمام لويس الرئيسي كان تركيب الخلايا الميكروسكوبية كان هدفها إنشاء وسط واضح بصريًا، مما أدى إلى إنشاء محلول لوك لويس. ويتكون هذا الوسط من محاليل الملح المكملة بمرق ودكستروز. حُضِّرت الأنسجة المزروعة في هذه الوسيلة بطريقة أصبحت تعرف باسم «زراعة لويس» حيث تم وضع قطع الأنسجة في قطرة معلقة على الجانب السفلي من زلة زجاجية رقيقة. في حل لوك لويس كانت الخلايا الأكثر قوة -مثل الأرومات الليفية والبلاعم- تميل إلى الهجرة من المستكشف والسطح، مما يجعل من السهل مراقبتها تحت التكبير العالي.

### بيولوجيا الخلية
كانت لويس من بين أوائل العلماء الذين لاحظوا حركة الميتوكوندريون في الخلايا الحية. في عام 1915 نشرت مارجريت ووارين لويس تحليلاً شاملاً لأشكال وحركات الميتوكوندريا في الخلايا المستزرعة. تضمنت دراسات لويس الفضية الرائدة ملاحظات حول حركة الميتوكوندريا باتجاه بعيدًا عن جسيم مركزي والانشطار الميتوكوندري والانصهار الميتوكوندري. في نفس الورقة قدمت لويس ربما الأوصاف الأولى لتجزئة الميتوكوندريا وعملية البلع الناجمة عن الإجهاد.

### علم الأجنة
ساعدت لويس وزوجها في تطوير وتطبيق الأنظمة التجريبية الأولى لمراقبة وفهم فسيولوجيا الخلية الجسدية في الكائنات المعقدة، والتي أظهرت أن سلوك هذه الخلايا المستقلة له علاقة كبيرة بالتطور والعدوى والمناعة والفيسيولوجيا وتطور سرطان الكائن الحي. ونتيجة لذلك أثبت عملهما أهمية السلوك الخلوي. ونتيجة لذلك كان أكبر تأثير لهذا الزوجين على علم الأجنة وبيولوجيا الخلية في القرن العشرين هو تعليم أجيال لاحقة من علماء الأحياء العوامل الأساسية المشاركة في زراعة الأنسجة بناءً على ما تعلموه من أبحاثهم. رأي الزوجان مكانًا للنتائج على الخلية المتعلقة بعلم الأجنة أيضًا، وعبروا عن هذا المنظور لرئيس معهد كارنيجي في واشنطن عندما كتبوا له أن معرفة مدى التفرد الدائم للخلية يجب أن يتحدد قبل أن يكون من الممكن فهم كيفية تعاونهم واندماجهم في الأنسجة. هذا المنظور هو ما أعطى مارغريت ووارن لويس مكانهما في قسم علم الأجنة في معهد كارنيجي. مع العديد من السبل التي فتحتها ثقافة الخلية للاستكشاف تباعدت مارجريت لويس وزوجها في مجال دراستهما مع اختيار مارجريت لويس للتركيز على المشاكل الميكروبيولوجية والتي تضمنت ملاحظات دقيقة لأمعاء جنين الدجاج تتفاعل مع العصية التيفية في الوسط الذي نمي به. من خلال تقنيات زراعة الأنسجة التي طورتها لويس في عملها مع أجنة الفراخ درست مارجريت لويس تكوين النسيج الضام داخل الأنسجة وكذلك خارج البيئة حيث توجد عوامل تشارك في التخثر. لاحظت لويس أن ألياف النسيج الضام نتجت عن التحولات السيتوبلازمية للخلايا. وفي دراساتها عن ثقافات الأنسجة المزروعة لاحظت لويس أن الخلايا تختار الهجرة بعيدًا عن عينة الأنسجة وتقسمها كخلايا فردية مما يؤدي إلى فقدان المظهر المميز للأنسجة. ومع ذلك فقد أوضحت أيضًا أن الخلايا لا تصبح أكثر جنينية مثلما زعمت تشامبي وغيرها، ولكنها بدلاً من ذلك تفقد مظهرها المتمايز كنسيج. يُسبب هذا الانتشار للخلايا ونقص الشكل المميز للأنسجة في نقص نمو الألياف في العديد من زراعة الأنسجة. ومع ذلك كان هناك عدد قليل من الثقافات حيث تطورت ألياف النسيج الضام ويمكن تتبع تطورها. لاحظت أن الألياف تبدأ في شكل خطوط دقيقة في الغشاء البلازمي وتصبح حزمًا تمر بين الخلايا. كما لم تجد لويس أي دليل على وجود فجوات تشكل الألياف كما يعتقد باحثون آخرون.

### السرطان
في عام 1951 عزلت لويس سرطانًا بشريًا تلقائيا في رئة فأر، والتي أصبحت تعرف باسم سرطانة الرئة لويس. كان هذا السرطان واحدًا من أقدم الأورام التي يمكن زرعها واستخدامها لتحديد ما إذا كان المركب لديه إمكانية كعامل مضاد للسرطان. وقد لعبت دورًا مهمًا في نماذج الأورام الحديثة المستخدمة في دراسات النقيلي والأوعية الدموية حيث أنها سرطان خبيث للغاية، وتنتج أورامًا عندما يتم زرعها وتزيد من نمو النقائل بعد إزالة السرطان المزروع تحت الجلد. شملت بعض أبحاث مارجريت ريد لويس في ميكانيكا السرطان الارتشاح النخاعي وضمور الأورام الناجم عن الاختناق لدى الفئران. في دراستها عن ارتشاح النخاع، وجدت لويس أن هذه الظاهرة حدثت في الغدة الكظرية لكنها لم تكن شائعة في جميع الأشخاص الذين تم اختبارهم بالأورام. ومع ذلك يبدو أن نمو الورم مرتبط بتطور العدلات في الدم المحيطي وتضخم النخاع في بعض الأعضاء. في ورقة ضمور الورم أظهرت مارغريت لويس أن أنسجة الورم معطلة في بيئات خالية من الدورة الدموية الكافية واستمرت في البقاء في هذه الحالة الموقوفة عند زرعها في الفئران الأخرى. هذا أدى إلى امتصاص ومقاومة زرع ورم قابل للحياة.

### التدريس
بين عامي 1901 و1912 شغلت لويس العديد من المناصب التعليمية. كانت مساعدة في علم الحيوان في كلية برين ماور (1901-1902)، كما كانت مدرس علوم في مدرسة شبين ومحاضر في علم وظائف الأعضاء في كلية طب نيويورك للنساء (1904-1907) ومحاضر في كلية بارنارد (1907-1909) ومعلم التشريح وعلم وظائف الأعضاء في مدرسة تدريب الممرضات بمستشفى جونز هوبكنز (1911-1912).

## الزواج
في عام 1910 تزوجت من وارن هارمون لويس وهو أيضًا فسيولوجي. تعاون الزوجان في العديد من المشاريع البحثية على مر السنين، بما في ذلك اكتشاف أن الخلية البلعمية الكبيرة مستمدة من الخلية الوحيدة ولم تكن أنواع خلايا منفصلة. وسواء كانا يعملان في مشروع مستقل أو تعاوني فقد عمل الزوجان جنبًا إلى جنب في المختبر واستشارا بعضهما البعض بشأن النتائج التي توصلوا إليها. أنجبا مارغريت ناست لويس التي أصبحت فيزيائية ووارن ر. لويس الذي عمل كمهندس وفيزيائي ذري وجيسيكا لويس التي كانت أستاذة مساعدة في البحث.

## الحياة اللاحقة والموت
بصفتها عالمة في أوائل القرن العشرين لم تكن مارغريت ريد لويس قادرة على دفع إنجازاتها في مجال عملها، لكنها تمكنت مع زوجها من تطوير تقنيات زراعة الأنسجة بشكل أكبر وإثبات كيفية تأثير الخلايا الفردية على الكائن الحي باعتباره كل. في عام 1915 انضمت لويس إلى معهد كارنيجي بواشنطن. في عام 1940 انتُخِبت في معهد ويستار في فيلادلفيا، وكانت عضوًا فخريًا في جمعية زراعة الأنسجة. مُنحت لويس مع زوجها ميدالية ويليام وود جيرهارد الذهبية من الجمعية المرضية بفيلادلفيا عام 1958 بسبب مساهماتهما في علم الأمراض. توفيت لويس في 20 يوليو 1970 عن عمر يناهز 88 عامًا.